# Buková hora (Šluknovská pahorkatina)
Die Buková hora (deutsch Buchberg) ist ein 512 m n.m. hoher Berg in Tschechien, der auf dem Gebiet des Dorfes Severní (Ortsteil der Gemeinde Lobendava) liegt. Der Berg gehört zum Lausitzer Bergland (tschechisch Šluknovská pahorkatina) und ist der nördlichste Berg in Tschechien. Auf dem Nordhang liegt auch der nördlichste Punkt Tschechiens (51° 3′ N, 14° 19′ O). Das geologische Grundgestein besteht überwiegend aus fein- bis mittelkörnigem Zweiglimmer-Hybrid-Granodiorit, der im nördlichen Teil durch Lausitzer Granodiorit ersetzt ist. Neben Granodiorit ist der Berg an vielen Stellen von Doleritadern durchzogen. Südöstlich des Gipfels befindet sich ein alter Dolerit-Steinbruch. Die am weitesten verbreiteten Bodentypen sind dystrisches und modales mesobasisches Cambisol, in geringerem Maße modales eutrophisches Cambisol und entlang der Bäche auch die Gleye. Auf der Buková hora entspringen Luční potok (Heimichbach) und Severní potok (Nordbach). Der gesamte Berg liegt im Einzugsgebiet der Sebnitz und entwässert über die Elbe in die Nordsee. Durch den Nordhang verlaufen die deutsch-tschechische Staatsgrenze und der gelbe Wanderweg.